# Kwantoella
Kwantoella es un género de foraminífero bentónico de la subfamilia Schubertellinae, de la familia Schubertellidae, de la superfamilia Fusulinoidea, del suborden Fusulinina y del orden Fusulinida. Su especie tipo es Kwantoella fujimotoi. Su rango cronoestratigráfico abarca el Sakmariense (Pérmico inferior).

## Discusión
Clasificaciones más recientes incluyen Kwantoella en la superfamilia Schubertelloidea, y en la subclase Fusulinana de la clase Fusulinata.

## Clasificación
Kwantoella incluye a las siguientes especies:
- Kwantoella fujimotoi †
- Kwantoella longissima †